# Alfreds Meders
Alfreds Meders   (Riga, 1 d'octubre de 1873 - Poznań, 28 de juny de 1944) va ser un matemàtic germano-letó.

## Vida i obra
Meders va nàixer el 1873, quan el seu país formava part de l'Imperi Rus, però la seva família era d'origen alemany i aquesta va ser la seva primera llengua. Després dels estudis secundaris, va ingressar a la universitat de Tartú (actualment Dorpat), en ple procés de russificació, on va ser deixeble d'Adolf Kneser. Es va graduar el 1895.
A partir de 1897 va ser professor de la Universitat Tècnica de Riga, com assistent del professor K.R. Kupfers. El 1905 va obtenir el doctorat a la universitat de Sant Petersburg. El 1918 va passar a ser un del primers professors de matemàtiques de la recent creada Universitat de Letònia, ara un país ja independent.
Meders va ser un membre molt actiu de l'associació de naturalistes de Riga i editor de la revista Korrespondenzblatt des
Naturforscher-Vereins zu Riga.
El 1939, en quedar el país altre cop sota domini rus, va ser obligat a deixar el càrrec. L'últim exemplar del Korrespondenzblatt es va publicar a Poznań (Polònia) el 1942. Ell va morir en aquesta ciutat dos anys després.
Els seus treballs matemàtics, publicats sobre tot en alemany, versen bàsicament sobre geometria diferencial i càlcul; però els seus interessos científics eren més amplis i també va donar conferències sobre astronomia, meteorologia i biologia (especialment ornitologia).